# Криштофович, Вячеслав Сигизмундович
Вячеслав Сигизмундович Криштофович (род. 26 октября 1947 года, Киев) — советский и украинский кинорежиссёр и сценарист, Заслуженный деятель искусств Украины (2000).

## Биография
Родился 26 октября 1947 в Киеве, в семье актёра (и заведующего труппой) Киевского драматического театра имени Леси Украинки Сигизмунда Болеславовича Криштофовича (1920—1995). Мать была киноинженером.
В 1971 году окончил режиссёрский факультет киноотделения КГИТИ имени И. Карпенко-Карого (мастерская В. Денисенко).
С 1970 года — режиссёр киностудии имени А. Довженко.
С 1991 года — педагог КГИТИ имени И. К. Карпенко-Карого.

## Фильмография

### Актёрские работы
1. 1966 — Совесть
2. 1969 — Сердце Бонивура
3. 2006 — Первое правило королевы

### Режиссёрские работы
1. 1975 — Волны Чёрного моря (совместно с Артуром Войтецким и Олегом Гойдой)
2. 1975 — Ральф, здравствуй! (киноальманах; «Чип»)
3. 1977 — Перед экзаменом
4. 1979 — Своё счастье
5. 1980 — Мелочи жизни
6. 1984 — Два гусара
7. 1985 — Володя большой, Володя маленький
8. 1986 — Одинокая женщина желает познакомиться
9. 1988 — Автопортрет неизвестного
10. 1990 — Ребро Адама
11. 1992 — Женщина в море
12. 1997 — Приятель покойника
13. 2002 — Под крышами большого города
14. 2002 — Право на защиту
15. 2004 — Я тебя люблю
16. 2005 — Косвенные улики
17. 2005 — Седьмое небо
18. 2006 — Первое правило королевы
19. 2007 — Саквояж со светлым будущим
20. 2007 — Дом-фантом в приданое
21. 2008 — Ой, мамочки…
22. 2008 — Тормозной путь
23. 2008 — Завещание ночи
24. 2011 — О нём
25. 2012 — Менты. Тайны большого города
26. 2020 — Предчувствие

### Сценарные работы
1. 1979 — Своё счастье (совместно с Рамизом Фаталиевым)
2. 1984 — Два гусара
3. 1985 — Володя большой, Володя маленький

## Призы и награды
- 1997 — МКФ «Лістапад» в Минске (Спец. приз и диплом «За гармоничное единство и художественную целостность фильма», фильм «Приятель покойника»)
- 1998 — Премия «Золотой Овен» (Лучшему режиссёру, фильм «Приятель покойника»)
- 2000 — Заслуженный деятель искусств Украины
- 2020 — Орден «За заслуги» ІІІ степени[2]
- 2022 —  Государственная премия Украины имени Александра Довженко — за выдающийся вклад в развитие украинского киноискусства[3]